# Colonia 3 de Mayo, Miacatlán
Colonia 3 de Mayo är en ort i Mexiko.   Den ligger i kommunen Miacatlán och delstaten Morelos, i den sydöstra delen av landet, 80 km söder om huvudstaden Mexico City. Colonia 3 de Mayo ligger 977 meter över havet och antalet invånare är 189.
Terrängen runt Colonia 3 de Mayo är kuperad åt nordväst, men åt sydost är den platt. Runt Colonia 3 de Mayo är det ganska tätbefolkat, med 185 invånare per kvadratkilometer. Närmaste större samhälle är Temixco, 16,4 km nordost om Colonia 3 de Mayo. Omgivningarna runt Colonia 3 de Mayo är en mosaik av jordbruksmark och naturlig växtlighet.